# Phellandrium montanum
Phellandrium montanum är en flockblommig växtart som beskrevs av Samuel Gottlieb Gmelin. Phellandrium montanum ingår i släktet Phellandrium och familjen flockblommiga växter. Inga underarter finns listade i Catalogue of Life.